# 원 (통화)

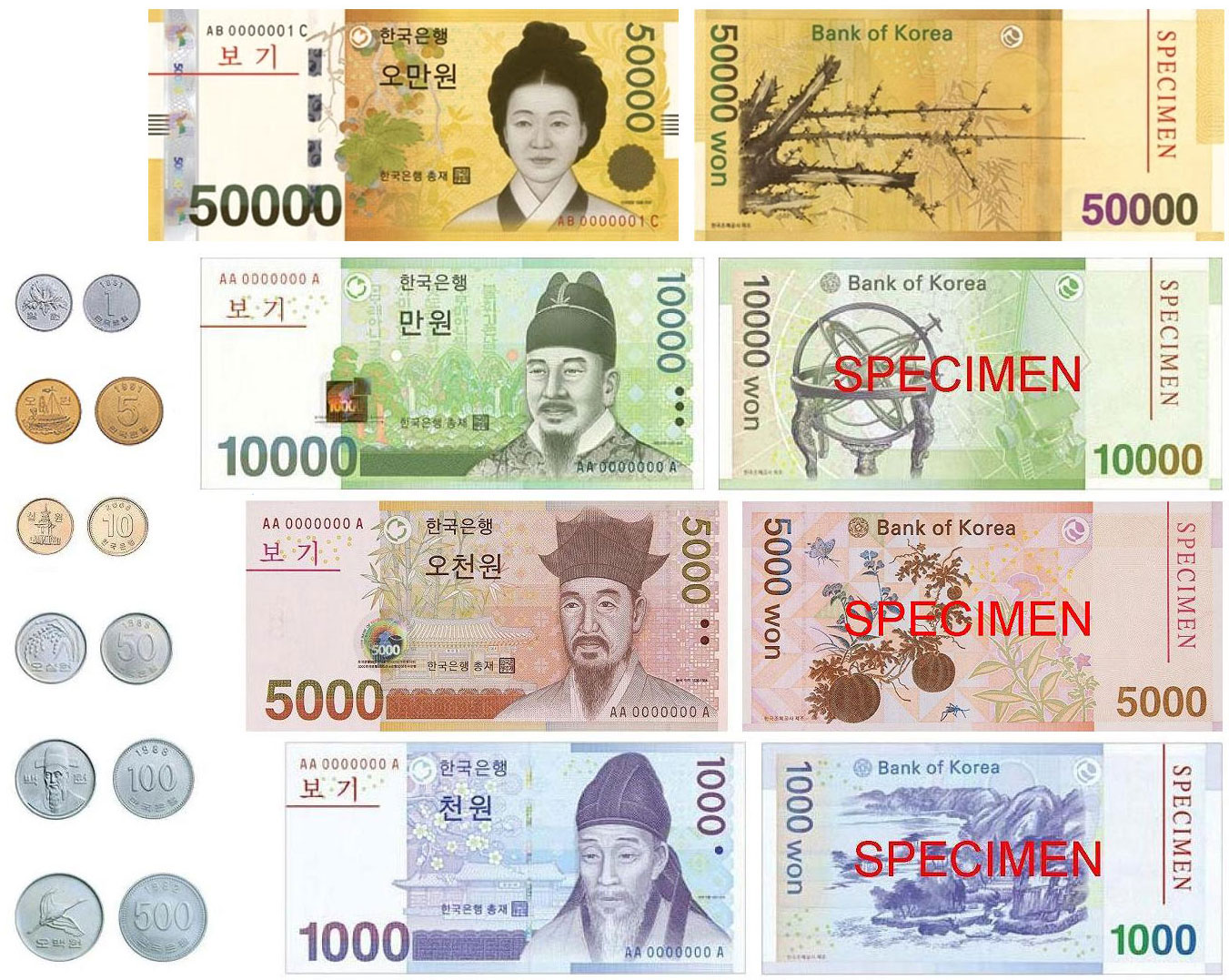
대한민국의 통화인 대한민국 원 화폐 사진

원(圓, 영어: won)은 동아시아에서 사용되는 화폐 단위이다. 원은 "둥글다"라는 뜻을 갖고 있다. 일본어로는 엔(일본어: 円, 영어: yen), 중국어로는 위안(중국어 간체자: 圆, 정체자: 圓, 병음: yuán 또는 중국어: 元, 병음: yuán, 영어: yuan)이라고 부른다.

## 현존하는 통화
- 대한민국 원
- 조선민주주의인민공화국 원
- 일본 엔
- 런민비 (중국 위안)
- 홍콩 달러
- 마카오 파타카
- 신 대만 달러
- 몽골 투그릭

## 옛 통화
- 대한제국 원 (대한제국) - 1900년 ~ 1910년
- 조선 엔 (일제강점기 조선, 재조선 미국 육군사령부 군정청, 소비에트 민정청) - 1910년 ~ 1945년
- 만주국 위안 (만주국) - 1932년 ~ 1945년
- 대한민국 원 (1945년-1953년) (재조선 미국 육군사령부 군정청, 대한민국)
- 붉은 군대 사령부의 원 (소비에트 민정청) - 1945년 ~ 1947년
- 구 대만 달러 - 1946년 ~ 1949년
- 대한민국 환 (대한민국) - 1953년 ~ 1962년

## 역사적 배경
은량(銀兩)과 엽전(葉錢)은 원래 중국에서 사용되던 2가지 체계의 화폐였는데 근대에 들어서면서 중국의 영향을 받은 한자 문화권인 일본·조선·베트남 등도 은량과 엽전 화폐를 사용했다. 은화는 주로 대량 거래에 사용되었고 계량 통화인 양(兩)을 기본 측정 단위로 사용했다. 엽전은 문(文)을 기본 계산 단위로 계산하여 사용했다.
유럽의 대항해시대와 함께 포르투갈·스페인·영국 등 유럽 국가들은 동아시아 국가들과의 교역을 대폭 강화했다. 산업혁명 이후에 진행된 고효율의 기계 생산은 서양의 화폐 제조에 사용되었는데 획일적이고 무게가 같으며 모양이 단정하고 도안이 정교하고 셀 수 있다는 점이 특징인 은화가 대량으로 생산되었다. 이와 동시에 서양의 은화가 무역 선박과 함께 동양에 계속 유입되었다. 청나라 시대에 중국에서 사용되었던 은량의 주조, 유통 및 관리는 통일된 부서가 없었고 일정한 무게가 없을 뿐만 아니라 형태, 색상도 통일되지 않았으며 사용 과정에서 다양한 불편이 있었다. 중국에 전해진 서양의 은화는 중국의 은량 제도에 큰 충격을 주었다.
18세기 후반에 서양의 은화가 대량으로 중국으로 유입되기 시작하였고 유입되는 은화의 종류도 매우 다양했다. 그 중에서 가장 큰 영향을 끼친 화폐는 초반에 유입된 스페인의 달러 은화, 후반에 유입된 멕시코의 레알 은화였다. 두 종류의 은화가 모두 북아메리카의 멕시코에서 주조되었는데 전자가 제작되었을 때 멕시코는 스페인의 식민지였다.

## 원과 달러
달러의 기원은 탈러로 알려져 있지만 미국의 1달러 은화는 멕시코의 레알 은화에 기초한 것으로 무게, 은의 품위도 거의 동일하게 만들어졌다. 그러나 300년이 넘는 유통과 압도적인 주조량을 자랑하던 멕시코 레알 은화에 비해 상대적으로 역사가 짧은 미국, 홍콩, 일본 등의 은화는 유통 규모가 미미했기 때문에 시장에서 약간의 증강 및 보충을 요구하는 상황이었다. 미국 및 일본은 무게를 420그레인(27.216g)으로 약간 늘린 무역은을 발행해 맞섰으나 성공에는 이르지 못했다.
19세기경까지는 세계 각국에서 은본위제가 주류였으나 1821년에는 영국, 1873년에는 미국, 독일 제국, 1876년에는 프랑스와 유럽 각국이 잇따라 금본위제로 전환하였다. 일본도 명목상으로는 1871년부터 금본위제를 도입했으나 금 보유량의 절대적 부족, 금화의 국외 유출로 인하여 금본위제는 거의 기능하지 않았다. 일본은 1878년에 무역은을 사실상의 본위화폐로 삼아 사실상 다른 동아시아 국가들과 어깨를 나란히 하는 은본위제가 되었다. 그러나 세계적인 은의 증산, 각국의 은본위제 이탈은 은화의 약세를 불러왔다. 19세기 후반에는 은본위제를 채택한 동아시아 국가들의 원화 가치가 미국 달러 등 금본위제 통화에 비해 상대적으로 하락하는 현상이 일어났다.
동아시아에서는 달러를 "둥글다"라는 뜻을 가진 '원'(圓)으로 표기했는데 원과 달러, 위안(元) 모두 기원을 공유한다. 19세기 후반에 원, 달러는 국제 통화였다. 오늘날 중국 대륙, 홍콩, 타이완에서 미국 달러는 메이위안(중국어: 美元), 유로는 어우위안(중국어: 歐元) 등으로 표기한다.

## 다른 나라에서의 등장
일본은 페리 원정과 함께 미국과 가나가와 조약을 체결하면서 쇄국정책을 포기했는데 일본 국내외 금과 은의 환율이 달라 은이 계속 유출되면서 멕시코의 은화가 대량으로 유입되었다. 그러다가 1871년 6월 27일(음력 1871년(메이지 4년) 5월 10일)에 태정관포고 제267호가 제정됨에 따라 엔(円)이 일본의 법정 통화가 되었다.
조선은 중국 화폐의 영향을 받아 문(文)이라는 통화를 사용하다가 1883년에 고종의 지시로 화폐 주조 기관인 전환국이 설치되었다. 문 단위는 1892년에 조선 양(兩)으로 대체되었는데 1냥은 10전(錢), 100분(分)으로 나뉘었다. 대한제국은 1902년에 화폐 개혁을 단행하여 10냥을 1 원(圓)으로 대체했는데 1원은 100전에 해당한다. 1910년에 대한제국이 일본 제국의 식민지로 편입되면서 대한제국 원은 조선은행에서 발행한 조선 엔으로 대체되었다.
1945년 8월 15일에 일본 제국이 제2차 세계 대전에서 연합국에 항복하면서 한반도에서는 조선 엔 화폐가 원이라는 이름으로 바꿔서 유통되었다. 1947년 12월 6일에는 소비에트 민정청의 지배하에 있던 한반도 북위 38도선 이북 지역에서 조선 엔이 조선민주주의인민공화국 원으로 바뀌었다. 재조선 미국 육군사령부 군정청의 지배하에 있던 한반도 북위 38도선 이남 지역에서는 한동안 조선은행에서 발행한 대한민국 원 화폐가 유통되었다. 그러다가 1950년 6월 12일에 대한민국의 중앙은행인 한국은행이 설립되면서 조선은행에서 발행했던 화폐를 승계받았다.
대한민국은 1953년 2월 15일에 6.25 전쟁의 여파에 따른 물가 상승, 경제 혼란을 극복하기 위하여 원 화폐를 환(圜) 화폐로 변경했는데 옛 원 화폐와의 교환 비율은 100원 = 1환이다. 1962년 6월 10일에 화폐 개혁이 단행되면서 환 화폐는 대한민국 원 화폐로 변경되었는데 환 화폐와의 교환 비율은 10환 = 1원이다.
타이완의 통화인 뉴 타이완 달러(新臺幣)는 관화로 위안(圓)이라고 표기한다. 홍콩의 통화인 홍콩 달러(Hong Kong dollar)는 중국어로 홍콩 위안(港元), 마카오의 통화인 마카오 파타카(pataca)는 중국어로 마카오 위안(澳門元)이라고도 표기한다. 몽골의 통화인 투그릭(몽골어: төгрөг, tögrög)은 몽골어로 "둥글다"를 뜻한다.

## 같이 보기
- 일본 엔